# Łowcy dusz
Łowcy dusz (ang. Soul Harvest: The World Takes Sides) – IV tom bestsellerowej serii Powieść o czasach ostatecznych autorstwa Tima LaHaye’a i Jerry’ego B. Jenkinsa.

## Opis fabuły
Ogólnoświatowe trzęsienie ziemi spowodowało ogromne zniszczenia. Zginęła 1/4 populacji ludzkiej. Na całej planecie trwa akcja ratunkowa. Rayford poszukuje na zniszczonym lotnisku swej żony, Amandy. Mac i Carpathia przybywają do tajnego schronu znajdującego się niedaleko zniszczonej kwatery Globalnej Wspólnoty. Carpathia wybacza Rayfordowi jego zachowanie, informując go, iż niedługo poleci on zebrać z różnych miejsc globu ambasadorów Globalnej Wspólnoty i Piotra Mathewsa (Pontifexa Maximusa). Mówi mu, że samolot, którym leciała Amanda, jego żona, wpadł do Tygrysu. Rayford nie przyjmuje do siebie tej wiadomości.
Dzięki niewiarygodnym nakładom finansowym Carpathia buduje nową sieć łączności komórkowo-solarowej, by móc dalej kontrolować światową gospodarkę i wpływać na umysły podporządkowanych sobie ludzi.
Opozycja Ucisku – tajna grupa jego przeciwników – wykorzystuje te nowoczesne media, aby dotrzeć do mieszkańców Ziemi z Ewangelią o Jezusie Chrystusie. Zaczyna się walka o dusze.
Zdziwienie wśród pracowników Globalnej Wspólnoty budzi fakt, iż Carpathia uratował spod gruzów dawnej kwatery głównej Leona Fortunato. Fortunato traktuje to jako powstanie z martwych za sprawą Carpathii, którego teraz podczas transmisji telewizyjnej tytułuje Jego Wysokością, siebie zaś – Najwyższym Zwierzchnikiem.
Rayford, mimo obaw, zwierza się Macowi, opowiadając mu o swym nawróceniu. Mac mówi koledze, iż słyszał, jak Carpathia pozytywnie wypowiadał się o Amandzie, będącej "wtyczką" w szeregach Opozycji Ucisku. Rayford nie może w to uwierzyć. Mac staje się wierzącym chrześcijaninem. U obu na czołach pojawia się znak krzyża, widoczny tylko dla tych, którzy stali się prawymi chrześcijanami. Z pomocą Maca Rayford zamawia na czarnym rynku sprzęt do nurkowania – chce zbadać wrak samolotu, w którym zginęła jego żona.
Buck Williams z pomocą Tsiona Ben-Judah poszukuje swej żony Chloe, która zaginęła podczas trzęsienia ziemi. Dowiaduje się od jednego z lekarzy (posiadającego znak krzyża na czole), że Chloe była ciężko ranna i została zabrana do odległego o kilkaset kilometrów szpitala. Tsion w zapiskach Bruce’a odkrywa notatki mówiące o zdradzie Amandy, szpiegującej dla Carpathii. Buck i Tsion są tym wstrząśnięci. Z pomocą pilota Kena Ritza Buck leci do szpitala, w którym przebywa jego żona. (c.d.n.)

## Główni bohaterowie

### Chrześcijanie
- Rayford Steele – były pilot linii lotniczych Pan-Continental, członek Opozycji Ucisku, dowódca samolotu Global Community One (osobistej maszyny Nicolae Carpathii)
- Chloe Steele Williams – córka Rayforda, członkini Opozycji Ucisku, żona Bucka Williamsa
- Cameron "Buck" Williams – były dziennikarz pisma "Global Weekly", przyjaciel Chaima Rosenzweiga, członek Opozycji Ucisku
- Doktor Tsion Ben-Judah – rabin i naukowiec, któremu izraelski rząd zlecił przestudiowanie proroctw dotyczących Mesjasza; w telewizyjnym wystąpieniu przyznał, iż to Jezus jest prawdziwym Mesjaszem; głosiciel Ewangelii; nowy przywódca duchowy Opozycji Ucisku; poszukiwany przez Globalną Wspólnotę za głoszenie wiary; uciekinier i wygnaniec z Izraela
- Mac McCullum – ponad 50-letni drugi pilot samolotu Global Community One
- Doktor Floyd Charles – lekarz
- Abdullah Smith – pochodzący z Jordanii pilot odrzutowców i myśliwców
- David Hassid – programista komputerowy i techniczny ekspert Globalnej Wspólnoty
- Ken Ritz – pilot learjeta, współwłaściciel lotniska w Palwaukee

### Wrogowie chrześcijaństwa
- Nicolae Jetty Carpathia – były Sekretarz Generalny ONZ, Przywódca Globalnej Wspólnoty (Potentat), Antychryst
- Leon Fortunato – prawa ręka Carpathii, Najwyższy Zwierzchnik
- Peter Mathew – były kardynał Cincinnati, Ponfiex Maximus Enigmy Babilonu – Jednej Światowej Wiary

### Niezdecydowani
- Chaim Rosenzweig – botanik, laureat Nagrody Nobla, odkrywca formuły, która zmieniła izraelskie pustkowia w kwitnące i żyzne tereny uprawne
- Hattie Durham – była stewardesa, asystentka i kochanka Nicolae Carpathii
- Albie – dyrektor lotniska w Iraku, handlarz na międzynarodowym czarnym rynku, muzułmanin

## Miejsca wydarzeń
- Stany Zjednoczone
- Irak